# مجلس شيوخ فيرجينيا الغربية
مجلس شيوخ فيرجينيا الغربية (بالإنجليزية: West Virginia Senate)‏ هو مجلس شيوخ ولاية فيرجينيا الغربية الأمريكية، ويتكون من 34 مقعداً، وهو المجلس الأعلى في كونغرس فيرجينيا الغربية.

## طالع أيضًا
- كونغرس فيرجينيا الغربية